# 豊幌美咲町
豊幌美咲町（とよほろみさきちょう）は北海道江別市の町丁。郵便番号は067-0027。人口は1,265人、世帯数は686世帯（2023年12月1日現在）。丁目の設定のない単独町名である。住居表示は全域で未実施。

## 地理

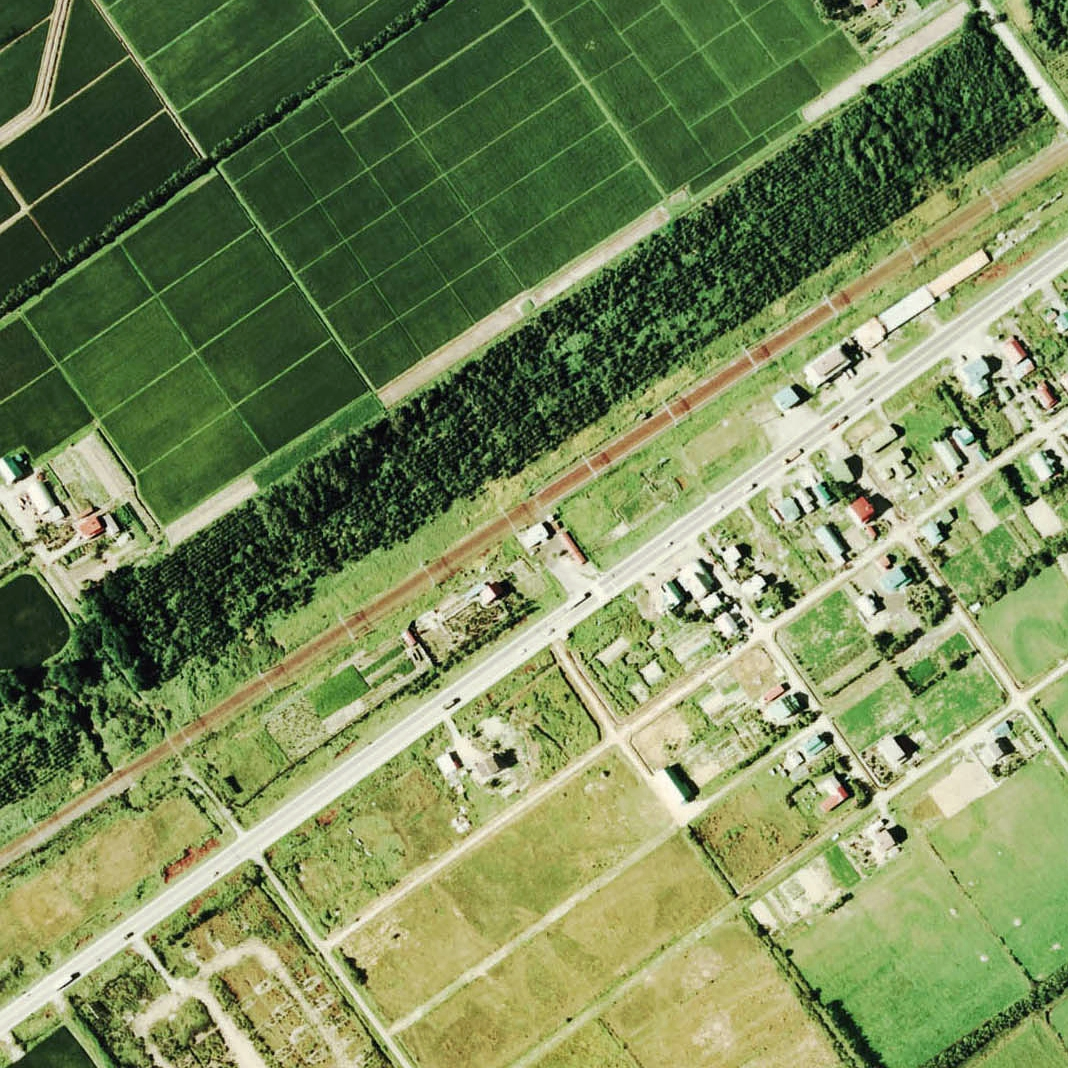
新市街地整備が行われる前の豊幌美咲町（1976年）

江別市中心部から北東に約8km、豊幌地区の中央部に位置する。西を豊幌花園町と、東を豊幌はみんぐ町と、それ以外を豊幌と接する。国道12号（豊幌大通）が北側を通り、豊幌との境には函館本線が通っている。豊幌駅の開業以後から市街地が形成され、特に新市街地整備の目的で行われた豊幌地区の市街地再開発事業によって1983年（昭和58年）ごろから造成が進み、現在の街としての骨格が完成した。1990年代ごろからは土地区画整理事業が隣接する土地で行われ、豊幌花園町・豊幌はみんぐ町と同時に町名変更によって誕生した。

## 歴史
もともとは豊幌の農地であったが、豊幌駅の開業とそれに伴う豊幌地区の市街地再開発事業により造成が進み、2000年（平成12年）に豊幌花園町、豊幌はみんぐ町の換地処分と同時に町名変更が行われ誕生した。

### 年表
- 1956年（昭和31年）11月1日 - 日本国有鉄道の駅として豊幌駅が開業する。
- 1983年（昭和58年）3月31日 - 豊幌地区の市街地再開発事業認可が公告される[6]。
- 2000年（平成12年）
  - 10月7日 - 豊幌花園町・豊幌はみんぐ町と同時に町名変更が行われ、豊幌美咲町が誕生する[8]。

### 町名の変遷
町名の変遷は以下の通りとなる。
| 実施後     | 実施年月日    | 実施前（各町名ともその一部） |
| ---------- | ------------- | ---------------------------- |
| 豊幌美咲町 | 2000年10月7日 | 豊幌                         |

## 世帯数と人口
2023年（令和5年）12月1日現在の世帯数と人口は以下の通りとなる。
| 町丁       | 世帯    | 人口    |
| 豊幌美咲町 | 686世帯 | 1,265人 |
| 計         | 686世帯 | 1,265人 |

## 小・中学校の学区
小・中学校の学区は以下の通りとなる。
| 町丁       | 字・番地 | 小学校     | 中学校     |
| ---------- | -------- | ---------- | ---------- |
| 豊幌美咲町 | 全域     | 豊幌小学校 | 江陽中学校 |

## 施設

### 企業・店舗
- セイコーマート 豊幌店（豊幌美咲町3-13）
- ローソン 江別豊幌美咲町店（豊幌美咲町6-10）
- 豊幌簡易郵便局（豊幌花咲町18-2）
- 盲人養護老人ホーム 恵明園（豊幌美咲町23-8）
- グループホームゆうあい（豊幌美咲町23-14）
- グループホームそるぶす豊幌（豊幌美咲町2-2)

### 公共
- いなほ公園（豊幌美咲町15番5）
- ふくじゅそう公園（豊幌美咲町23-32）
- ゆきんこ公園（豊幌美咲町47-1）
- かわせみ公園（豊幌美咲町56-1）

## 交通

### 鉄道
- 北海道旅客鉄道
  - ■函館本線
    - ○A10 豊幌駅[注 1]

### バス
- 地区内に路線バスやコミュニティバス、廃止代替バスは通っていない。

### 道路

#### 一般国道
- 国道12号

#### 一般道道
- 地区内に一般道道は通っていない。

#### 都市計画道路
- 3･2･332 豊幌大通（国道12号）[10]
- 3･4･339 豊幌3号通[10]